# Ente Bacini
L'Ente Bacini S.r.l. è una società a capitale misto, pubblico e privato attiva nel Porto di Genova con funzioni di appoggio e servizio alle numerose imprese operanti nel settore delle costruzioni e delle riparazioni navali.
La proprietà di Ente Bacini è costituita al 95% da Riparazioni Navali Porto di Genova S.p.a. e al 5% da Riparatori Navali Genovesi S.r.l. che a sua volta detiene il 24% di Riparazioni Navali Porto di Genova S.p.a. che ha come socio di maggioranza con il 56% delle azioni l'Autorità Portuale di Genova mentre il restante 14,60% delle azioni è detenuta dalla cooperativa Santa Barbara.. Il valore del capitale sociale interamente versato, contribuito alla società da parte dei soci, corrisponde a 300.000 Euro.

## Storia
La Società venne fondata il 28 dicembre 1889 con la denominazione di "Società Esercizio Bacini". Erasmo Piaggio era anche amministratore delegato della società Navigazione Generale Italiana, nata nel 1881 dalla fusione delle flotte Rubattino e Florio e rinforzatasi con le flotte Raggio e Piaggio, sotto la sua direzione questa compagnia si andava imponendo sui traffici internazionali con oltre ottanta unità. Piaggio ne curava l'ammodernamento con costruzioni studiate in base alle richieste sempre più esigenti della clientela nelle annesse Officine meccaniche e per assorbire la maggior parte delle commesse della grande compagnia di navigazione impiantò nel 1898 a Riva Trigoso, nei pressi di Sestri Levante, un cantiere navale realizzato dalla Società Esercizio Bacini.
Nel 1925 per iniziativa di Amedeo e Carlo Piaggio, eredi di Erasmo Piaggio, in accordo con l'ammiraglio Umberto Cagni, allora presidente del Consorzio che gestiva i bacini di carenaggio di Genova e il cantiere di Riva Trigoso, la gestione del cantiere e delle officine meccaniche venne separata dal servizio dei bacini, che venne affidato al nuovo Ente Bacini di Genova, con il cantiere navale che limitava la sua attività alla costruzione e riparazione di navi e macchinari e quello genovese a lavori di riparazioni e allestimento navali. Dalla ristrutturazione venne costituita la società Cantieri del Tirreno che insieme ai Cantieri Navali Riuniti, a sua volta costituita dai cantieri navali di Palermo e Ancona, sempre controllata dai Piaggio avrebbe costituito fino all'inizio degli anni settanta l'unico gruppo privato del settore cantieristico.

### Le Officine Meccaniche
Le Officine Meccaniche a partire dalla separazione delle Officine dall'Ente Bacini hanno lavorato in sinergia con lo stabilimento di Riva Trigoso, con le unità varate a Riva Trigoso che venivano allestite ed effettuavano le prove di preconsegna nello stabilimento genovese.
Tra i lavori svolti nel periodo immediatamente precedente la seconda guerra mondiale la trasformazione/ricostruzione per la Regia Marina della corazzata Giulio Cesare avvenuti tra il 1933 e il 1937.
Nel dopoguerra, nella prima metà degli anni cinquanta per la Marina Militare si sono svolti i la trasformazione dell'incrociatore leggero Pompeo Magno in cacciaconduttore, ribattezzato al termine dei lavori San Giorgio con distintivo ottico D 562 e i lavori di allestimento finale delle navi costruite al cantiere di Riva Trigoso che, a cavallo fra gli anni cinquanta e sessanta ebbe in particolare numerose commesse della Marina Militare.
Le Officine Allestimenti Riparazioni Navali a partire dal 1966 sono entrate a far parte della società Cantieri Navali del Tirreno e Riuniti, nata dalla fusione dei due grandi poli cantieristici del Gruppo Piaggio, società che nel 1973 finì sotto il controllo dell'IRI per poi entrare a far parte di Fincantieri nel 1984.

## Attività
L'Ente Bacini gestisce in concessione dall'Autorità Portuale di Genova gli impianti costituiti dai cinque bacini di carenaggio in muratura in cui si effettuano riparazioni di navi di ogni tipo, dalle navi da crociera, ai traghetti passeggeri, dalle navi cisterna, alle portacontainers, dai pontoni, alle chiatte e ai megayacht.
Le strutture operative sono essenzialmente costituite da cinque bacini in muratura:
- Il Bacino n. 1 entrato in funzione nel 1893 ha una lunghezza di 170 m, una larghezza di 24,30m ed una profondità di 7,6 m e può accogliere navi fino 20.000 tonnellate di stazza.
- Il Bacino n. 2 entrato in funzione nel 1892 ha una lunghezza di 108/68 m, una larghezza di 16 m, una profondità di 6,6m ed è diviso in due sezioni. La sezione esterna, la cui lunghezzaè è di 108 metri, può ricevere navi fino a 7.000 tonnellate di stazza, mentre La sezione interna la cui lunghezza è 68 metri è l'unica in Italia ad avere una copertura climatizzata ed è quindi ideale per accogliere grandi yacth ed eseguire lavori in ogni stagione.
- Il Bacino n. 3 entrato in funzione nel 1928 ha una lunghezza di 200 m, una larghezza di 30 m, ed una profondità di 9,03 m e può ricevere navi fino a 30.000 tonnellate di stazza ed i primi lavori realizzati nel bacino furono quelli relativi al completamento della costruzione del “Rex”, il più grande transatlantico italiano. Il bacino viene utilizzato da Fincantieri per interventi su navi militari quando sono occupati i bacini del Muggiano, a La Spezia.[3]
- Il Bacino n. 4 entrato in funzione nel 1937 ha una lunghezza di 267 m, ua larghezza di 40 m, ed una profondità 11,4 m e può ricevere navi fino a 100.000 tonnellate di stazza.
- Il Bacino n. 5 entrato in funzione nel 1962 ha una lunghezza di 249 m, una larghezza di 38 m, ed una profondità di 8,90 m e può ricevere navi fino a 80.000 tonnellate di stazza.

La superficie occupata dai bacini di carenaggio è di circa 100.000 mm² e comprende anche circa 1500 metri di banchine dotate di tutti i servizi necessari. I bacini sono dotati di centrali di pompaggio di grande potenza che permettono un veloce prosciugamento degli stessi, di gru elettriche di varie portate fino a 40 tonnellate scorrevoli lungo le banchine, di argani di tonneggio, impianti di distribuzione acqua dolce e salata, aria compressa, impianti di illuminazione all'interno delle vasche ed energia elettrica.